# Le Péché (roman)
Pour les articles homonymes, voir Le Péché.
Le Péché (en russe : Грех) est un roman de langue russe de l'écrivain Zakhar Prilepine, publié pour la première fois en 2007. 
Il est traduit en français par Joëlle Dublanchet et publié aux éditions des Syrtes en 2009. Ce roman a obtenu le prix national du bestseller en Russie en 2008 et le prix Super Nastbest (ru), en Russie également en 2011,. L'ouvrage paru en russe a été traduit en anglais (sous le titre Sin), en bulgare, en français, en italien, et en serbe.